# جورجينا لارا بوث
جورجينا لارا بوث (زميلة في الجمعية الملكية للفنون) شخصية عامة إنسانية، وممثلة، وكاتبة، وصحفية بريطانية هولندية. هي أول رئيسة تحرير قط لمنصة الأخبار الرقمية العالمية سوشال غود وشركة الوسائط ماشابل (بنلوكس)، وتعمل أيضًا محررة وكاتبة في مجال الترفيه والتكنولوجيا والعلوم. كانت بوث أول شخص من هولندا يحصل على جائزة ديانا أميرة ويلز التذكارية في عام 2013.

## سيرتها الذاتية
من أجل جمع الأموال لضحايا كارثة تسونامي عام 2004، نظمت بوث حفلة موسيقية كبيرة في هولندا جذبت آلاف الزوار عندما كان عمرها عشر سنوات فقط. شاركت في تنظيم الحفل مع أختها ناتاشا البالغة من العمر 12 عامًا. بنيت الملاعب والملاعب الرياضية في إندونيسيا في عدة قرى بأموال جمعتها بوث من خلال حفلها الخيري. عينت بوث رسميًا بعد ذلك في منصب بارز وهو سفيرة الشباب الإنساني في هارلمرمير، إحدى أكبر البلديات في هولندا. كانت أيضًا أول وأصغر سفيرة للشباب يعينها المسؤولون الحكوميون في البلدية، ولعبت دورًا مهمًا في تعزيز سياسة الشباب في البلدية الهولندية. كما أنها كانت مصدر إلهام للعمل الإنساني لجميع شباب البلدية.
في سن السادسة عشرة، شاركت بوث في تأسيس مؤسستها الخاصة مع شقيقتها، مؤسسة فور يو آند يو، وكانت رئيستها وعضو مجلس إدارة مؤسس. حصلت بوث على إذن خاص لإنشاء مؤسستها من قاضي محكمة محلية بسبب صغر سنها فهي تعتبر قاصرًا بموجب القانون الهولندي. فور يو آند يوهي مؤسسة شبابية شجعت العمل التطوعي والسلام للشباب لأكثر من عقد، مثل وسائل التواصل الاجتماعي والأنشطة المتعلقة بالسلام. نظمت مؤسسة فور يو آند يو أيضًا فعاليات خيرية لجمع الأموال لمختلف المشاريع الإنسانية والخيرية في شراكات مؤسسية تعاونية.
إلى جانب عملها في مؤسستها كمؤسسة مشاركة ورئيسة، حصلت بوث أيضًا على لقب سفيرة السلام في وزارة السلام الوطنية في هولندا في شراكة تعاونية مع آي كي في باكس كريستي. كانت أصغر سفيرة للسلام إطلاقًا عندما أنشأت سفارتها للسلام على نطاق إقليمي في هولندا في عام 2012. كانت سفارتها للسلام مركزية لجميع الأنشطة المتعلقة بالسلام والأمن في العالم خلال أسبوع السلام واليوم الوطني للسلام الذي أعلنته الأمم المتحدة في منطقة سفارتها. نظمت بوث العديد من الأنشطة باعتبارها سفيرةً للسلام، بدءًا من حفلة تنكرية للسلام في المتحف الوطني الهولندي للإثنولوجيا إلى محاضرات ومناقشات حول السلام مع العديد من الخبراء البارزين، من بينهم وزير الدفاع الهولندي السابق يوريس فورهوف، وهو عضو في البرلمان الهولندي، والموسيقي الهولندي ميرلين توالفهوفن، حول النزاعات المحيطة بالمواد الخام في دول مثل الكونغو وكولومبيا والسودان.
في عام 2005 فازت بوث بمسابقة وطنية لتصميم الشعار الوطني الجديد لكيدز يونايتد التابعة لليونسيف في هولندا. نُشر شعارها (من القطب إلى القطب، على جميع الأطفال الذهاب إلى المدرسة) على الملصقات، والأعلام، والمجلات، والنشرات وغيرها من البضائع، كما ورد ذكره في برنامج كيدز يونايتد تي في.
بصفتها مدافعة عن حقوق المرأة، كانت بوث أيضًا مندوبة لهيئة الأمم المتحدة للمرأة في المملكة المتحدة منذ عام 2021 وشاركت في لجنة معنية بوضع المرأة، وهي جهاز تابع للأمم المتحدة يروج للمساواة بين الجنسين وتمكين المرأة.